# Go with the Flow
《Go with the Flow》是日本偶像木村拓哉的首張個人錄音室專輯。2020年1月8日由胜利娱乐在日本发行。2020年1月14日由环球唱片引入并在台湾发行。

## 發行形態
由以下3種形態發售。

### 初回限定盤A
- CD+豪華Booklet
- A4尺寸豪華Booklet規格 / 精裝外盒+本文58頁
- 封入購入者限定Premium Event應募卡

### 初回限定盤B
- CD+DVD
- 附DVD豪華Digipack（英语：Digipack）規格
- 封入購入者限定Premium Event應募卡

### 通常盤
- CD
- 封入購入者限定Premium Event應募卡

## 收錄曲

### CD
※ 全形態共通
1. ［2:10］
作曲・編曲：小山田圭吾
2. ［4:36］
作詞：稻葉浩志、作曲・編曲：多保孝一（日语：多保孝一）、銅管樂器編曲：村田陽一（日语：村田陽一）
  - 「GYAO!（日语：GYAO!）」廣告曲
3. ［5:15］
作詞・作曲：Uru、編曲：富樫春生（日语：富樫春生）
4. ［4:18］
作詞・作曲・編曲：槇原敬之
5. ［4:22］
作詞：いしわたり淳治（日语：いしわたり淳治）、作曲：水野良樹、編曲：TAKAROT
  - RPG「白貓Project」廣告曲
6. ［4:59］
作詞・作曲：川上洋平 (from [ALEXANDROS])、編曲：川上洋平 (from [ALEXANDROS])、佐瀬貴志、宗像仁志
7. （Rolling Stone）［5:03］
作詞：御徒町凧（日语：御徒町凧）、作曲：森山直太朗、編曲：小名川高弘
8. ［4:05］
作詞：前田甘露（日语：前田甘露）、作曲：Fredrik "Figge" Bostrom、佐原康太、編曲：佐原康太
9. （Sunset Bench）［4:34］
作詞・作曲：Uru、編曲：富樫春生（日语：富樫春生）
10. ［4:35］
作詞・作曲：川上洋平 (from [ALEXANDROS])、編曲：清水俊也
11. ［3:52］
作詞・作曲：KUMI、NAOKI、編曲：LOVE PSYCHEDELICO
12. ［5:28］
作詞：西田恵美、作曲：川口進（日语：川口進）、Christofer Erixon、編曲：清水俊也
13. （因為我如此軟弱（session））［4:17］
作詞・作曲：忌野清志郎（日语：忌野清志郎）、編曲：三宅伸治（日语：三宅伸治）
  - 收錄於『SMAP 011 ス（日语：SMAP 011 ス）』SOLO曲的重新錄製版本

### DVD
※ 僅初回限定盤B附屬
- 〈Music Video〉
- 〈Music Video〉
- Music Video Making

## 腳註
1. ↑  . ORICON NEWS (Oricon).   [2020-01-18]. （原始内容存档于2020-03-02） （日语）.
2. ↑  . Billboard Japan.   [2020-01-18]. （原始内容存档于2020-03-07） （日语）.
3. ↑  . Billboard Japan.   [2020-01-18]. （原始内容存档于2020-02-26） （日语）.
4. ↑  . VICTOR ONLINE STORE. JVC建伍勝利娛樂.   [2020-01-18]. （原始内容存档于2020-08-19） （日语）.

## 外部連結
- 木村拓哉 Special Site （页面存档备份，存于）
- VICTOR ONLINE STORE：普通盤 （页面存档备份，存于） / 初回限定盤A （页面存档备份，存于） / 初回限定盤B （页面存档备份，存于）